# معركة طرابلس (1943)
معركة طرابلس بين الجيش المدرع الألماني الإيطالي (الفيلق الإفريقي) بقيادة إرفين روميل من ألمانيا وإيتوري باستيكو من إيطاليا، التي كانت تسيطر على المدينة، والجيش البريطاني الثامن، وهو قوة من قوات الكومنولث بقيادة السير برنارد مونتغمري. بعد حصار قصير، انسحبت القوات الإيطالية والألمانية من طرابلس، ودخل الحلفاء المدينة.

## مقدمة
بعد الهزيمة الإيطالية والألمانية في معركة العلمين الثانية في نوفمبر 1942، تخلص القائد الألماني إرفين روميل من العديد من وحداته الإيطالية الأبطأ، تاركًا ما بين 30 ألفًا إلى 75 ألف رجل ليتم أسرهم، ثم اندفع إلى تونس. على مدى الثمانين يومًا التالية، انسحب لمسافة 1,400 ميل عبر ليبيا، وخسر 130 دبابة و1,000 قطعة مدفعية.  في نفس الوقت الذي وقعت فيه معركة العلمين الثانية، أنزلت عملية الشعلة حوالي 83,300 جندي أمريكي و23,000 جندي بريطاني في ثلاث مجموعات لغزو شمال إفريقيا الفرنسية، في المغرب والجزائر في 8 نوفمبر 1942م. كان على روميل أن يصل إلى موانئ إمداداته في تونس قبل أن يتمكن الجيشان من قطع الإمدادات عنه.

## المعركة
قام روميل بحفر خط دفاعي في بويرات الحسون، والذي انهار في 15 يناير/كانون الثاني 1943م. في سلسلة من عمليات الحرس الخلفي اليائسة، دافع روميل عن أجنحته بينما كان يقود قواته الرئيسية غربًا. سقطت مصراتة في 18 يناير، والعزيز في 21 يناير، والقلعة الخضراء في 22 يناير.  وتوقع مونتجومري للصحفيين أن تسقط طرابلس في 22 يناير. لم يتوقف روميل لتشكيل خط دفاعي في طرابلس، بل تخلى عن المدينة في تلك الليلة. دخلت فرقة جوردون الأولى، على متن 40 مركبة من فوج الدبابات الملكي، طرابلس دون معارضة في صباح اليوم التالي. 

## النتيجة
في 23 يناير 1943، أمر مونتجومري بإقامة عرض نصر ضخم في طرابلس. في 3 فبراير 1943، ألقى رئيس الوزراء ونستون تشرشل خطابًا أمام الجيش الثامن في طرابلس. «اسمحوا لي إذن أن أؤكد لكم، أيها الجنود والطيارون، أن مواطنيكم ينظرون إلى عملكم المشترك بإعجاب وامتنان، وأنه بعد الحرب عندما يُسأل رجل عما فعله، فسوف يكون كافياً أن يقول، "لقد سرت وقاتلت مع جيش الصحراء". وعندما يُكتب التاريخ وتُعرف كل الحقائق، فإن مآثرنا سوف تتألق وتتوهج وستكون مصدرًا للأغاني والقصص لفترة طويلة بعد رحيلنا نحن المجتمعين هنا.» 
نجح روميل في الانسحاب إلى تونس، حيث تم تعزيزه بدبابات النمر ومزيد من المشاة. ولكن بأعداد قليلة وبعد فوات الأوان. اندمج الجيشان الأول والثامن في مجموعة الجيش الثامن عشر ؛ وبالتعاون مع الأميركيين، اخترقوا خط مارث. بحلول مايو 1943، استسلم نحو 50 ألف جندي من قوات المحور، مما أنهى حملة شمال إفريقيا.